# Svartskjorta

Svartskjortornas emblem.

Svartskjortor (italienska: camicie nere, alternativt squadristi) kallades de paramilitära fascistiska grupperna i Italien tiden efter första världskriget fram till slutet av andra världskriget. Namnet syftar på att medlemmarna av det fascistiska partiets kamporganisationer som partiuniform bar svarta skjortor. Från 1923 fram till den italienska fascismens fall betecknades särskilt soldaterna i fascistmilisen Milizia Volontaria per la Sicurezza Nazionale (MVSN) som svartskjortor. Idag är ordet svartskjorta synonymt med fascismen och dess ultranationalistiska ideal.

## Kamporganisation
Svartskjortorna organiserades av Benito Mussolini 1919 och medlemsantalet uppgick 1921 till omkring 250 000, varav över 30 000 deltog i marschen mot Rom. 

## Mellankrigstiden
Svartskjortorna användes under mellankrigstiden för att neutralisera och få bort ideologiska motståndare (främst socialister och kommunister). Detta gjordes främst genom hot eller misshandel. Mussolini var till en början emot att man mördade motståndsmännen och ville hellre få dem att fly eller bli tysta.

## Andra världskriget
Under andra världskriget när Mussolini styrde Italien bildade svartskjortorna enheter i militären och tog namnet Milizia Volontaria per la Sicurezza Nazionale för sin organisation och de skötte flera olika viktiga områden i samhället, MVSN var uppdelat i "miliser" (milizia), en milis bestod av olika "legioner" (legioni). Dessa var organiserade på samma sätt som de romerska legionärerna under Romarrikets tid. Oftast bar de i MVSN den italienska fältgröna arméjackan över den svarta skjortan. Den allmänna MSVSN-milisen var organiserad i 133 legioner. Dess huvudfunktion var politisk, att stödja den fascistiska regimen. Den hade också polisiära uppgifter framförallt inom statsförvaltningen och i kolonierna. Militärt organiserade den en infanteribataljon per armédivision samt uppsatte speciella milisavdelningar för olika samhällsområden, såsom vägmilis, universitetsmilis, skogsmilis, järnvägsmilis, gränsmilis, kustmilis, post och telegraf-milis, och så vidare (se nedan(.  Enheter med svartskjortor stred även utomlands under Italiens attack mot Etiopien.

## Krigsslutet
Den 25 juli 1943 avsattes Mussolini i en omröstning i Stora Rådet och Italien gick över till de allierades sida vid tiden då Sicilien invaderades av de allierade styrkorna. Mussolini fängslades i Gran Sasso men fritogs av nazisterna och satt upp en fascistisk stat i Saló, kallad Salòrepubliken, som låg i det av Nazityskland ockuperade norra Italien. MVSN lades ned efter att Mussolini avsattes för att senare i Salòrepubliken bilda nya fascistmiliser som stred i ett inbördeskrig mot italienska partisaner och allierade styrkor, exempelvis Guardia Nazionale Repubblicana (GNR) och den paramilitära gruppen Brigate Nere (Svarta Brigaderna).

## Speciella milisavdelningar
Följande speciella milisavdelningar fanns inom MVSN:
- Milizia Confinaria - Gränsmilisen bestod av 2 500 personer boende i gränstrakterna vilka fungerade som ett gränshemvärn i samarbete de militära gränsförsvaret och finanspolisen.
- Milizia Contraerea/Milizia Artiglieria Marittima - Luftvärnsmilisen och kustarillermilisen bestod tillsammans av cirka 90 000 personer vilka fungerade som ett hemvärnsliknande lokalförsvar vilka bemannade luftvärns- respektive kustartilleribatterier. De bestod av över- och underåriga samt fälttjänstodugliga.
- Milizia Universitaria -Universitetsmilisen var en reservofficersutbildningsorganisation bestående av universitetsstuderande organiserade i 9 legioner.
- Milizia Ferroviaria - Järnvägsmilisen bestod i fredstid av cirka 30 000 personer från statsjärnvägarna vilka var organiserade i 14 legioner. Den fungerade bland annat som järnvägspolis.
- Milizia Forestale - Skogsmilisen bestod av cirka 5 000 personer organiserade i nio territoriella och några motoriserade legioner. Den fungerade som skogspolis.
- Milizia Portuaria - Hamnmilisen bestod av cirka 1 000 personer organiserade i fyra legioner. Den fungerade som hamnpolis.
- Milizia Postelegrafonica - Post- och telegrafmilisen bestod av cirka 1 500 personer från post- och telegrafverket. Den fungerade som post- och telegrafpolis. I krigstid ansvarade den för den militära censuren och utgjorde kärnan i fältposten.
- Milizia Stradale - Trafikmilisen bestod av cirka 1 000 personer och fungerade som trafikpolis.

## Grader
| Grad                                         | Gradbeteckning |
| -------------------------------------------- | -------------- |
| Primo Caporale d'Onorario                    |                |
| Caporale d'Onorario                          |                |
| Comandante Generale                          |                |
| Luogotenente Generale Capo di Stato Maggiore |                |
| Luogotenente Generale                        |                |
| Console Generale                             |                |
| Console                                      |                |
| Primo Seniore                                |                |
| Seniore                                      |                |
| Centurione                                   |                |
| Capo Manipolo                                |                |
| Sotto Capo Manipolo                          |                |
| Primo Aiutante                               |                |
| Aiutante Capo                                |                |
| Aiutante                                     |                |
| Primo Capo Squadra                           |                |
| Capo Squadra                                 |                |
| Vice Capo Squadra                            |                |
| Camicia Nera Scelta                          |                |
| Camicia Nera                                 | -              |
| Legionario                                   | -              |

- Se även: Militära grader i Italien under andra världskriget
- Se även: Italienska fascistpartiets grader